# مرز خوشبختی
مرز خوشبختی یک مجموعه تلویزیونی به کارگردانی حسین سهیلی‌زاده، نویسندگی علی خودسیانی و تهیه‌کنندگی مهران رسام می‌باشد که در سال ۱۳۹۶ از شبکه دو پخش شد.

## خلاصه داستان
داستان این سریال دربارهٔ جوانی شهرستانی به نام امیر (امیرحسین آرمان) است که برای تحصیل به تهران می‌آید و جزو نخبگان علمی می‌شود، او به خواهر دوستش که در یک طلا فروشی کار می‌کند علاقه دارد، اما پدر دختر راضی به این وصلت نیست. از سویی دیگر امیر مجبور می‌شود در سرقت از طلا فروشی با دوستش حمید (پوریا پورسرخ) همکاری کند. امیر برای جلوگیری از فروش طلاها توسط حمید، مخفیانه به همراه طلاها از تهران می‌رود اما ساک حاوی طلاها در شهر محلات با ساک یک روحانی (مهدی سلوکی) عوض می‌شود و…

## بازیگران
| بازیگر          | نقش          | توضیحات                                      |
| --------------- | ------------ | -------------------------------------------- |
| پوریا پورسرخ    | حمید زهدی    | شاگرد طلافروشی، برادر بهار و وحید، دوست امیر |
| امیرحسین آرمان  | امیر موحد    | نخبه علمی، دوست حمید، نامزد بهار             |
| مهدی سلوکی      | علی محلاتی   | روحانی، برادر شیری فرشته                     |
| سروش جمشیدی     | مجد محلاتی   | کارگر فرشته                                  |
| مریم معصومی     | بهار زهدی    | خواهر حمید و وحید، نامزد امیر                |
| شهرزاد کمال‌زاده | فرشته محلاتی | خواهر شیری علی                               |
| عباس محبی       | مصیب محلاتی  | پدر علی،همسر بی‌بی                            |
| مهدی صباغی      | مظفر         | صاحب‌‌ طلا‌فروشی                                |
| جمشید جهان‌‌زاده  | اسدالله زهدی | پدر حمید و بهار و وحید                       |
| عباس محبوب      | ---          | صاحب سوپرمارکت در میمه                       |
| فرزانه نشاط‌خواه | ---          | مادر حمید و بهار و وحید                      |
| رضا یزدانی      | - - -        | - - -                                        |
| جواد زیتونی     | ---          | مسئول مسافرخانه                              |
| شهربانو موسوی   | بی‌بی         | مادر علی، همسر مصیب                          |
| امین محمودی     | حاج امین     | روحانی، دوست علی                             |
| آرش نوذری       | گروگان‌گیر    | گروگان‌گیر حمید و امیر                        |
| سید محسن نبوی   | پلیس         | رئیس پلیس راه جاده اصفهان                    |
| هدایت‌الله سجادی | موحد         | پدر امیر                                     |
| امید محمدنژاد   | رضا محلاتی   | صاحب رستوران در تهران                        |
| امیر غفارمنش    | ناصر محلاتی  | دایی مجد                                     |
| علی‌اصغر رضایی   | روحانی       | عاقد                                         |
| فاطمه شکری      | ---          | مادر امیر                                    |
| علیرضا باقری    | وحید زهدی    | برادر حمید و بهار                            |